# Palmkrypare
Palmkrypare (Berlepschia rikeri) är en fågel i familjen ugnsfåglar inom ordningen tättingar.

## Utbredning och systematik
Fågeln förekommer från sydöstra Colombia till östra Peru, nordvästra Bolivia, Guyanaregionen och Amazonområdet i Brasilien. Den placeras som enda art i släktet Berlepschia. 

## Status och hot
Arten har ett stort utbredningsområde, men tros minska i antal, dock inte tillräckligt kraftigt för att den ska betraktas som hotad. Internationella naturvårdsunionen IUCN listar arten som livskraftig (LC).

## Namn
Fågelns vetenskapliga släktesnamn hedrar den tyske ornitologen Hans von Berlepsch (1850-1915).